# Букна, Майк
Майк Букна (чеш. Mike Buckna; 5 сентября 1913, Трэйл, Канада — 6 января 1996, Милуоки, США) — чехословацкий хоккеист  и тренер.

## Биография
Майк Букна родился 5 сентября 1913 года в Канаде, его родители были словаками. В Канаде он играл в хоккей за команду «Трэйл Смоук Итерс».
В ноябре 1935 года Букна приехал в Чехословакию. там он стал выступать за команду ЛТЦ Прага. Более известен как тренер, при котором сборная Чехословакии завоевала первый в своей истории титул чемпионов мира по хоккею. Это было в 1947 году. Через год чехословацкая команда стала серебряным призёром Олимпийских игр 1948 года, уступив золото канадцам только по разнице шайб.
После этого турнира Букна обратно перебрался в Северную Америку, где и жил до своей смерти. Он умер 6 января 1996 года в возрасте 82 лет.
Член зала славы ИИХФ (с 2004 года).
4 ноября 2008 года был принят в зал славы чешского хоккея.

## Достижения
- Чемпион Чехословакии 1937—39, 1947, 1948
- Чемпион мира 1947
- Чемпион Европы 1947 и 1948
- Серебряный призёр Олимпийских игр 1948
- Бронзовый призёр чемпионата мира 1938
- Обладатель Кубка Шпенглера 1937 и 1947

## Статистика
- Чемпионат Чехословакии — 31 игра, 63 гола
- Сборная Чехословакии — 2 игры, 1 гол
- Всего за карьеру — 33 игры, 64 гола